# 930 MBC 뉴스 목포·전남
《930 MBC 뉴스 목포·전남》은 목포MBC에서 매주 월요일부터 금요일 오전 9시 35분에 방송 중인 목포 지역 저녁 뉴스 프로그램이다.

## 앵커
- 무작위 목포MBC 아나운서